# ARrC
ARrC (tiếng Hàn: 아크; Romaja: Akeu; tiếng Nhật: アク; viết tắt của Always Remember the real Connection) là một nhóm nhạc nam Hàn Quốc được thành lập và quản lý bởi Mystic Story. Nhóm bao gồm 7 thành viên: Kien, Hyunmin, Andy, Choi Han, Rioto, Doha và Jibeen. Họ ra mắt vào ngày 19 tháng 8 năm 2024, với đĩa mở rộng (EP) Ar^c.

## Tên gọi
ARrC là viết tắt của "Always Remember the real Connection", biểu thị tầm quan trọng của "kết nối thực sự" vượt qua không gian, thời gian và sự khác biệt. Họ mong muốn phát triển thành một nghệ sĩ không bao giờ quên "sự kết nối" này và truyền tải ảnh hưởng tốt thông qua âm nhạc.
Ngày 24 tháng 12 năm 2024 nhóm đã phát trực tiếp trên Weverse và chính thức công bố tên cộng đồng người hâm mộ cho nhóm của mình là ARrCer, "With ARrC, Eternally Related to each other" với ý nghĩa nhóm và ARrCer luôn luôn kết nối với nhau trong mọi khoảnh khắc.

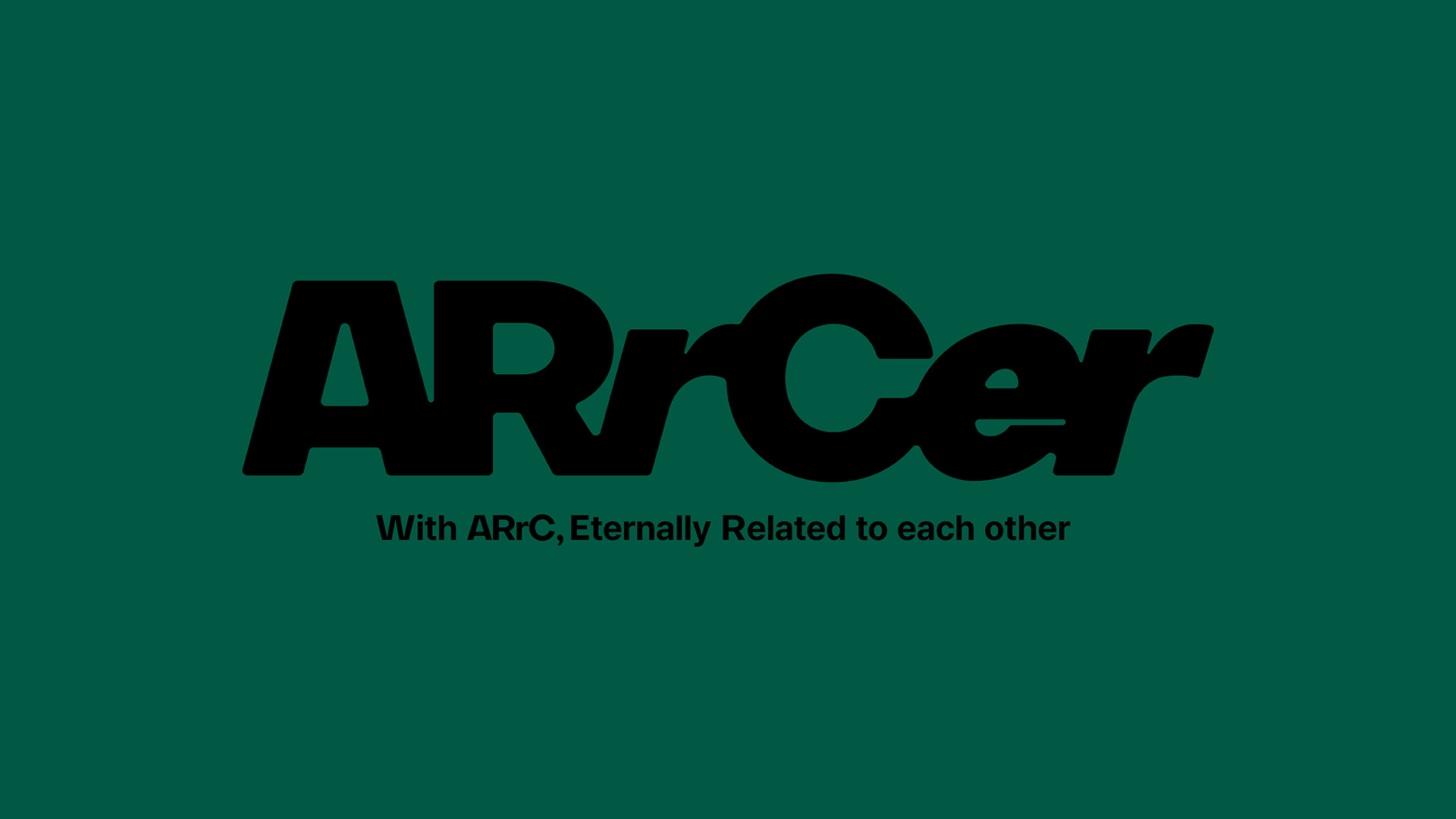
Logo chính thức của ARrCer

## Lịch sử

### Trước khi ra mắt
Ngày 3 tháng 7 năm 2024, MYSTIC STORY thông báo rằng hiện đang chuẩn bị ra mắt một nhóm nhạc nam đa quốc gia gồm bảy thành viên, với mục tiêu ra mắt vào giữa tháng 8. 
Ngày 8 tháng 7, tên nhóm và các thành viên đã được tiết lộ.
Ngày 15 tháng 7, nhóm phát hành trước các ca khúc chưa phát hành 'Connected' và 'alien in Seoul' trong các buổi thu âm trước album đầu tay trên YouTube của nhóm. Các ca khúc này sẽ phát hành chính thức vào album thứ 2 của nhóm.

### 2024: Ra mắt vớiAR^C
Ngày 23 tháng 7 năm 2024, nhóm đã phát hành lịch trình quảng bá cho đĩa mở rộng (EP) đầu tay Ar^c của họ , được phát hành vào ngày 19 tháng 8. "dummy" được phát hành trước vào ngày 26 tháng 7 đĩa đơn phát hành trước 'dummy' đã báo hiệu sự ra đời của 'ARrC-style fables', kết hợp âm nhạc lấy cảm hứng từ thập niên 90 với các phiên bản đương đại của các động tác breakdance phổ biến từ thời đại đó.

### 2025-nay: Mystic Story thông báo Ziwoo rời nhóm và sự gia nhập của Andy
Ngày 22 tháng 1 năm 2025, Mystic Story thông báo trên Weverse Ziwoo sẽ rời nhóm vì lý do cá nhân. Nhóm tiếp tục hoạt động với 6 thành viên: Kien, Hyunmin, Choi Han, Rioto, Doha và Jibeen.
Ngày 31 tháng 1, Mystic Story thông báo trên Weverse về thành viên mới gia nhập nhóm là Andy từ "PROJECT 7".

## Thành viên
- Chú thích: In đậm là nhóm trưởng

| Nghệ danh           | Nghệ danh | Tên khai sinh            | Tên khai sinh           | Tên khai sinh | Tên khai sinh     | Ngày sinh         | Nơi sinh                     | Quốc tịch |
| Latinh              | Hangul    | Latinh                   | Hangul                  | Hanja         | Hán việt          | Ngày sinh         | Nơi sinh                     | Quốc tịch |
| Thành viên hiện tại |           |                          |                         |               |                   |                   |                              |           |
| Kien                | 끼엔      | Kim Jung Kien            | 김중끼엔                | 阮忠堅        | Nguyễn Trung Kiên | 19 tháng 12, 2004 | Ninh Thuận, Việt Nam         | Việt Nam  |
| Hyunmin             | 현민      | Park Hyunbeen            | 박현빈                  | 朴賢彬        | Phác Hiền Bân     | 11 tháng 4, 2005  | Gwangjin-gu, Seoul, Hàn Quốc | Hàn Quốc  |
| Choi Han            | 최한      | Choi Han                 | 최한                    | 崔韩          | Thôi Hàn          | 10 tháng 4, 2007  | Seoul, Hàn Quốc              | Hàn Quốc  |
| Andy                | 앤디      | Andy                     | 토시히데 오쿠다 앤디    | 奥田敏英      | Áo Điền Mẫn Anh   | 19 tháng 4, 2007  | Los Angeles, Hoa Kỳ          | Hoa Kỳ    |
| Andy                | 앤디      | Okuda Andy               | 토시히데 오쿠다 앤디    | 奥田敏英      | Áo Điền Mẫn Anh   | 19 tháng 4, 2007  | Los Angeles, Hoa Kỳ          | Nhật Bản  |
| Rioto               | 리오토    | Kaneko Rioto             | 카네코 리오토           | 金子凜音      | Kim Tử Lận Âm     | 25 tháng 8, 2007  | Tokyo, Nhật Bản              | Nhật Bản  |
| Doha                | 도하      | Kim Doha                 | 김도하                  | 金道河        | Kim Đạo Hà        | 10 tháng 2, 2008  | Incheon, Hàn Quốc            | Hàn Quốc  |
| Jibeen              | 지빈      | Lee Jibeen               | 이지빈                  | 李智彬        | Lý Trí Bân        | 8 tháng 8, 2008   | Brasil                       | Hàn Quốc  |
| Jibeen              | 지빈      | Isaque Wilson Jibeen Lee | 이자키 위우송 지벵 레이 | 李智彬        | Lý Trí Bân        | 8 tháng 8, 2008   | Brasil                       | Brasil    |
| Cựu thành viên      |           |                          |                         |               |                   |                   |                              |           |
| Ziwoo               | 지우      | Kim Jiwoo                | 김지우                  |               | Kim Trí Vũ        | 16 tháng 11, 2006 |                              | Hàn Quốc  |

## Danh sách đĩa nhạc

### Đĩa mở rộng (EP)
| Tiêu đề             | Chi tiết | Thứ hạng cao nhất | Doanh số      |
| Tiêu đề             | Chi tiết | KOR               | Doanh số      |
| ------------------- | --- | ----------------- | ------------- |
| AR^C                | - Phát hành: Ngày 19 tháng 8 năm 2024 - Hãng đĩa: MYSTIC STORY - Định dạng: CD, digital download, streaming | 10                | - KOR: 16,194 |
| nu kidz:out the boz | - Phát hành: Ngày 18 tháng 2 năm 2025 - Hãng đĩa: MYSTIC STORY - Định dạng: CD, digital download, streaming |                   |               |

### Đĩa đơn
| Tiêu đề                                                                                  | Năm  | Thứ hạng cao nhất | Album                         |
| Tiêu đề                                                                                  | Năm  | KOR Down.         | Album                         |
| ---------------------------------------------------------------------------------------- | ---- | ----------------- | ----------------------------- |
| "Dummy"                                                                                  | 2024 | —                 | Đĩa đơn không nằm trong album |
| "S&S (sour and sweet)"                                                                   | 2024 | 79                | AR^C                          |
| "—" biểu thị một bản ghi âm không được xếp hạng hoặc không được phát hành ở lãnh thổ đó. |      |                   |                               |

### Các bài hát khác trên bảng xếp hạng
| Tiêu đề                | Năm  | Thứ hạng cao nhất | Album |
| Tiêu đề                | Năm  | KOR Down.         | Album |
| ---------------------- | ---- | ----------------- | ----- |
| "Light Up"             | 2024 | 108               | AR^C  |
| "Shadow"               | 2024 | 109               | AR^C  |
| "Duality"              | 2024 | 110               | AR^C  |
| "Dummy (Nu Skull Mix)" | 2024 | 107               | AR^C  |

## Giải thưởng và đề cử
Vào ngày 1 tháng 7 năm 2025, nhóm tham dự giải thưởng Korea First Brand Awards 2024 và đã nhận được giải Nam Idol (Tân binh) - Hạng mục Việt Nam